# Aero Airlines

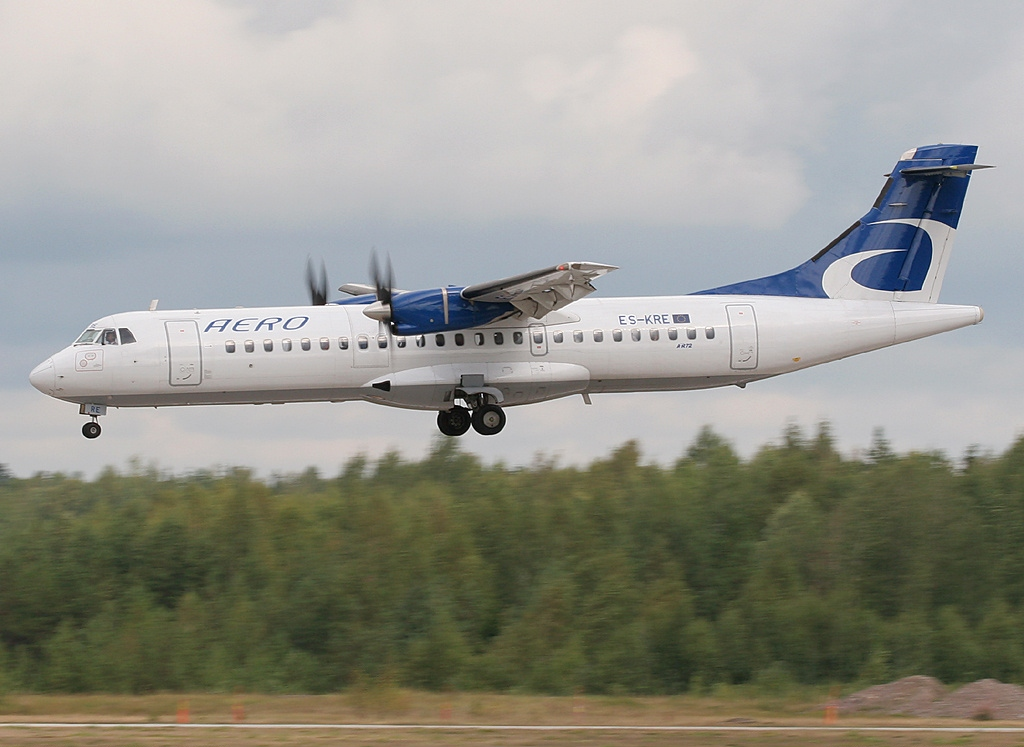
Aero Airlines ATR 72, 2008

Aero Airlines var dotterbolag till det finska flygbolaget Finnair och hade sin huvudbas i Estland. De bedrev allt sitt flyg i codeshareavtal med Finnair och de flög med flygplantypen ATR 72. Namnet på bolaget kommer från Finnairs gamla namn: Aero Oy.
Sommaren 2007 bestämde Aeros ägare Finnair att man skulle sälja fyra ATR 72 och enbart ha kvar tre flygplan som bara ska flyga från Helsingfors till Åbo, Tammerfors och Tallinn. Enligt Finnair är ATR-flygplanen i gott skick, även om de är från år 1989.
Den 6 januari 2008 slutade Aero Airlines att flyga och flygbolaget lades ned. De tre sista flygplanen fick nya ägare. Finnair och Finncomm Airlines ersatte trafiken.

## Destinationer och flotta

### Finland
- Åbo
- Tammerfors

### Estland
- Tallinn

### Flotta
| Flygplanstyp | Passagerare | Antal |
| ------------ | ----------- | ----- |
| ATR 72-200   | 68          | 3     |